# Atletismo en los XI Juegos Deportivos Centroamericanos
El atletismo de los XI Juegos Deportivos Centroamericanos se realizó en el renovado estadio del Instituto Nacional de los Deportes (IND) ubicado en la ciudad de Managua, Nicaragua, del 9 a 12 de diciembre y cerró con la maratón el 17 de diciembre.

## Medallero
| Núm. | País              | Oro | Plata | Bronce | Total |
| ---- | ----------------- | --- | ----- | ------ | ----- |
| 1    | Guatemala (GUA)   | 15  | 15    | 11     | 41    |
| 2    | Costa Rica (CRC)  | 15  | 7     | 8      | 30    |
| 3    | Panamá (PAN)      | 10  | 9     | 7      | 26    |
| 4    | Nicaragua (NIC)   | 4   | 6     | 7      | 17    |
| 5    | Honduras (HON)    | 2   | 4     | 1      | 7     |
| 6    | El Salvador (ESA) | 1   | 3     | 8      | 12    |
| 7    | Belice (BLZ)      | 0   | 4     | 3      | 7     |

## Resultados

### Masculino
| Evento                  | Oro                                                                                   | Plata                                                                                 | Bronce |
| ----------------------- | ------------------------------------------------------------------------------------- | ------------------------------------------------------------------------------------- | --- |
| 100 m                   | Shermal Calimore · Costa Rica · 10,39                                                 | Josef Norales Honduras 10,46                                                          | Mateo Edward · Panamá · 10,48                                                                                    |
| 200 m                   | Nery Brenes · Costa Rica · 20,56                                                      | Shermal Calimore · Costa Rica · 20,67                                                 | Virjilio Griggs · Panamá · 21,09                                                                                 |
| 400 m                   | Nery Brenes · Costa Rica · 46,64                                                      | Gerald Drummond · Costa Rica · 47,13                                                  | José Humberto Bermúdez · Guatemala · 47,69                                                                       |
| 800 m                   | Juan Diego Castro Villalobos · Costa Rica · 1:52,28                                   | Elvin Josué Canales Escoto Honduras 1:52,92                                           | Josué Francisco Murcia · Costa Rica · 1:53,26                                                                    |
| 1.500 m                 | Mario Pacay Pop · Guatemala · 3:49,52                                                 | Juan Diego Castro Villalobos · Costa Rica · 3:49,81                                   | Erick Antonio Rodríguez · Nicaragua · 3:54,08                                                                    |
| 5.000 m                 | Juan Carlos Trujillo · Guatemala · 15:09,49                                           | Mario Pacay Pop · Guatemala · 15:11,92                                                | Oscar Antonio Aldana · El Salvador · 15:26,51                                                                    |
| 10.000 m                | Juan Carlos Trujillo · Guatemala · 32:44,14                                           | Mario Pacay Pop · Guatemala · 32:44,16                                                | Oscar Antonio Aldana · El Salvador · 32:44,98                                                                    |
| 110 m vallas            | Wienstan Mena · Guatemala · 14:24                                                     | Ronald Ramírez Leiva · Guatemala · 14:66                                              | Esteban Ibañez Guevara · El Salvador · 15:97                                                                     |
| 400 m vallas            | Gerber Blanco · Guatemala · 50,18                                                     | Pablo Ibañez Guevara · El Salvador · 50,82                                            | Emmanuel Niño Villalta · Costa Rica · 50,88                                                                      |
| 3.000 m obstáculos      | Erick Rodríguez · Nicaragua · 9:26,69                                                 | Álvaro Vásquez González · Nicaragua · 9:38,69                                         | David Escobar · El Salvador · 9:52,11                                                                            |
| 20 km marcha            | Erick Barrondo · Guatemala · 1:26,41                                                  | José Raymundo Cox · Guatemala · 1:30,34                                               | Yassir Cabrera · Panamá · 1:33,40                                                                                |
| 35 km marcha            | Bernardo Barrondo · Guatemala · 2:46,39                                               | José Leonidas Romero Honduras 2:57,21                                                 | Luis Ángel Sánchez · Guatemala · 3:05,44                                                                         |
| Maratón                 | Luis Carlo Rivero · Guatemala · 2:22:56                                               | José Amado García · Guatemala · 2:28:52                                               | César Lizano · Costa Rica · 2:29:58                                                                              |
| Salto de altura         | Alexander Bowen · Panamá · 2,10                                                       | Jaime Escobar Valdivieso · Panamá · 2,06                                              | Ken Franzua · Guatemala · 2,01                                                                                   |
| Salto largo             | Becker Jarquín · Nicaragua · 7,32                                                     | Ángel Suárez Echeverria · Nicaragua · 7,19                                            | Jhamal Bowen · Panamá · 7,18                                                                                     |
| Salto triple            | Jason Castro Honduras 15:80                                                           | Brandon Terrell Jones Belice 15:47                                                    | Ángel Suárez Echeverría · Nicaragua · 15:36                                                                      |
| Salto con Pértiga       | Natán Rivera · El Salvador · 5.05                                                     | Pedro Figueroa Flores · El Salvador · 4.70                                            | Christiaan Higueros · Guatemala · 4.50                                                                           |
| Lanzamiento de bala     | Anselmo Delgado · Panamá · 15:25                                                      | Billy López · Guatemala · 15:07                                                       | Diego Alejandro Berríos · Guatemala · 14:62                                                                      |
| Lanzamiento de disco    | Winston Joel Campbell Honduras 50,82                                                  | Enrique Martínez Flores · El Salvador · 45,03                                         | Marlón Quemé · Guatemala · 44,59                                                                                 |
| Lanzamiento de martillo | Roberto Sawyers · Costa Rica · 66,74                                                  | Diego Alejandro Berríos · Guatemala · 63,21                                           | Carlos Alberto Arteaga · Nicaragua · 56,39                                                                       |
| Lanzamiento de jabalina | Luis Taracena · Guatemala · 71,78                                                     | Jonathan Cedeño · Panamá · 66,29                                                      | Rowe Miranda · Panamá · 59,92                                                                                    |
| Relevos 4 × 100 m       | Panamá · Juan Mosquera · Mateo Edward · Virjilio Griggs · Jhamal Bowen · 41,61        | Belice Rahin Monsanto Brandon Terrel Jones Mark Anderson Shaun Gill 41,72             | El Salvador · José Braghieri · José Salazar Mijangos · Fernando Bonilla Díaz · Juan Rodríguez Marroquín · 42,88  |
| Relevos 4 × 400 m       | Costa Rica · Gary Robinson · Jeikob Monge · Emmanuel Niño · Gerald Drummond · 3:13,98 | Nicaragua · Marvin Castillo · Luis Alfaro · Kelvin Ramírez · Dexter Mayorga · 3:19,21 | El Salvador · Pablo Ibañez Guevara · Juan Rodríguez Marroquín · José Salazar Mijangos · José Braghieri · 3:20,44 |
| Decatlón                | Ronald Ramírez Leiva · Guatemala · 6475                                               | Darwin Simmons · Nicaragua · 6021                                                     | Youssef Ibrahim Qasem · Guatemala · 5967                                                                         |

### Femenino
| Evento                  | Oro | Plata                                                                                | Bronce                                                                  |
| ----------------------- | --- | ------------------------------------------------------------------------------------ | ----------------------------------------------------------------------- |
| 100 m                   | Irma Harris · Costa Rica · 12,11                                                                               | Rosa Baltazar · Guatemala · 12,12                                                    | Rosa Mosquera · Panamá · 12,17                                          |
| 200 m                   | Tracy Joseph Hamblet · Costa Rica · 23,91                                                                      | Samantha Dirks Belice 24,86                                                          | Rosa Baltazar · Guatemala · 25,12                                       |
| 400 m                   | Desire Bermúdez · Costa Rica · 53,78                                                                           | Sharolyn Scott · Costa Rica · 54,41                                                  | Ingrid Narváez · Nicaragua · 56,86                                      |
| 800 m                   | Andrea Ferris · Panamá · 2:06,75                                                                               | Daniela Rojas · Costa Rica · 2:10,41                                                 | Mónica Vargas · Costa Rica · 2:10,68                                    |
| 1.500 m                 | Andrea Ferris · Panamá · 4:23,69                                                                               | Rolanda Bell · Panamá · 4:34,81                                                      | Viviana Aroche · Guatemala · 4:36,71                                    |
| 5.000 m                 | Evelyn Chávez · Guatemala · 17:56,81                                                                           | Merlin Chalí · Guatemala · 18:35,09                                                  | Jenny Méndez Suanca · Costa Rica · 18:46,50                             |
| 10.000 m                | Merlín Chalí · Guatemala · 38:05,80                                                                            | Evelyn Chávez · Guatemala · 38:08,34                                                 | Jenny Mendéz Suanca · Costa Rica · 38:48,77                             |
| 100 m vallas            | Andrea Carolina Vargas · Costa Rica · 13,12                                                                    | Kaila Smith · Panamá · 14,48                                                         | Sarahi Álvarez · Nicaragua · 15,13                                      |
| 400 m vallas            | Gianna Woodruff · Panamá · 57,85                                                                               | Sharolyn Scott · Costa Rica · 58:52                                                  | Daniela Rojas · Costa Rica · 1:00,49                                    |
| 3.000 m obstáculos      | Andrea Ferris · Panamá · 10:04,19                                                                              | Rolanda Bell · Panamá · 10:31,43                                                     | Brenda Salmerón · El Salvador · 12:27,48                                |
| 20 km marcha            | Mirna Ortiz · Guatemala · 1:35,14                                                                              | Mayra Herrera · Guatemala · 1:35,46                                                  | Maritza Poncio · Guatemala · 1:38,00                                    |
| Maratón                 | Jenny Mendez Suanca · Costa Rica · 3:01:55                                                                     | Yelka Centeno · Nicaragua · 3:07:13                                                  |                                                                         |
| Salto de Altura         | Kashany Ríos · Panamá · 1,66                                                                                   | Ana María Martínez Arosemena · Panamá · 1,61                                         | Ana Sofía Estrada · El Salvador · 1,55                                  |
| Salto largo             | Nathalee Aranda · Panamá · 6,17                                                                                | Estefany Cruz · Guatemala · 6,05                                                     | Tricia Flores Belice 5,70                                               |
| Salto triple            | Estefany Cruz · Guatemala · 13,25                                                                              | Thelma Fuentes · Guatemala · 13,00                                                   | Ana María Martínez Arosemena · Panamá · 12,30                           |
| Salto con pértiga       | Ana Granados · Nicaragua · 2.80                                                                                | Nataly Segura · Guatemala · 2.45                                                     | Aimee Zelaya Honduras 2.45                                              |
| Lanzamiento de bala     | Naomi Smith Wint · Costa Rica · 13,03                                                                          | Aixa Middleton · Panamá · 13,02                                                      | Dalila Rugama · Nicaragua · 12,89                                       |
| Lanzamiento de disco    | Aixa Middleton · Panamá · 54,58                                                                                | Doroty Lopez Arriola · Guatemala · 43,37                                             | Alma Gutiérrez Gale Honduras 43,10                                      |
| Lanzamiento de martillo | Sonja Moreno · Guatemala · 51,55                                                                               | Dagmar Alvarado · Panamá · 47,15                                                     | Viviana Abarca · Costa Rica · 47,11                                     |
| Lanzamiento de jabalina | Dalila Rugama · Nicaragua · 53,47                                                                              | Genova Arias · Costa Rica · 45,82                                                    | Sofia Alonso Albrand · Guatemala · 41,80                                |
| Relevos 4 × 100 m       | Costa Rica · Tracy Joseph Hamblet · Andrea Carolina Vargas · Maria Alejandra Murillo · Desire Bermúdez · 46,35 | Panamá · Gianna Woodruff · Rosa Mosquera · Kaila Smith · Nathalee Aranda · 46,74     | Belice Faith Morris Tricia Flores Hilary Gladden Samantha Dirks 47,44   |
| Relevos 4 × 400 m       | Costa Rica · Irma Harris · Desire Bermúdez · Daniela Rojas · Sharolyn Scott · 3:44,04                          | Nicaragua · Aslyn Vasquez · Jarey Vasquez · María Carmona · Ingrid Narváez · 3:54,28 | Belice Samantha Dirks Tricia Flores Ashantie Carr Ashontie Carr 4:01,32 |
| Heptatlón               | Ana María Porras · Costa Rica · 4920                                                                           | Katy Louise Sealy Belice 4690                                                        | Jarey Vázquez Guadamuz · Nicaragua · 4488                               |